# Zbigniew Andruszkiewicz
Zbigniew Andruszkiewicz (ur. 1 listopada 1959 w Gdańsku) – polski wioślarz, olimpijczyk z Moskwy (1980), rzemieślnik. Syn Józefa i Marii (z d. Mądrala).

## Życiorys
Należał do takich klubów sportowych jak: 
- GKS Gedania Gdańsk
- Zawisza Bydgoszcz (1979–1980) – podczas służby wojskowej
- Ormsund Roklub – Oslo, Norwegia (2005-) – w kategorii "masters" (weteran)

Jego trenerami byli: 
- Leszek Lisiecki – trener klubowy;
- Krzysztof Marek – trener klubowy;
- Ryszard Kędzierski – trener kadry.

## Osiągnięcia sportowe
- 1979 – 10. miejsce podczas Mistrzostw Świata w Bledzie (dwójki podwójne, w osadzie razem ze Stanisławem Wierzbickim);
- 1980 – 7. miejsce podczas Igrzysk Olimpijskich w Moskwie, w osadzie razem z Ryszardem Burakiem, Andrzejem Skowrońskim i Stanisławem Wierzbickim - 6. miejsce w przedbiegach (6:27.24), 5. miejsce w repesażach (6:16.69), 1. miejsce w finale B (5:58.63);
- 1981 – 9. miejsce podczas Mistrzostw Świata w Monachium (czwórki podwójne, w osadzie razem z Ryszardem Burakiem, Mirosławem Kowalewskim i Stanisławem Wierzbickim).